# Lago Buenos Aires (departamento)
Lago Buenos Aires é um departamento da Argentina, localizado na província de Santa Cruz.